# Lidingö Airport
Lidingö Airport är Hansson & Karlssons debutsingel, utgiven 1967. Låten "Canada Lumberyard" återfinns även på samlingsskivan Hansson & Karlsson (1998).

## Låtlista
1. "Lidingö Airport" - 4:37
2. "Canada Lumberyard" - 3:45

## Medverkande musiker
- Bo Hansson - orgel
- Janne "Loffe" Carlsson - trummor